# Monte Gazza
Il monte Gazza (Gagia in dialetto trentino) è una montagna del Trentino sud occidentale, appartenente alle Alpi Retiche meridionali e in particolare del Gruppo della Paganella. La dorsale del monte Gazza presenta diversi pianori, crinali e vette, la più alta delle quali è quella di cima Canfedin (2.039 m s.l.m). 

## Origini
L'origine della dorsale del monte Gazza è sedimentaria e risale a circa 100 milioni di anni fa a causa dello scontro della placca africana con quella eurasitica: queste forti spinte di compressione sollevarono le rocce che si trovavano sui fondali marini, determinando il profilo irregolare tipico di questo monte. L'origine sedimentaria oceanica è testimoniata dalla presenza di numerosi fossili in alcune zone. 

## Descrizione
Questa catena montuosa è delimitata a sud dal fiume Sarca e a nord dall'Altopiano della Paganella; le rocce prevalenti sono la Dolomia Principale e i calcari grigi.
Il monte Gazza è tradizionalmente legato ad attività che erano un tempo fondamentali per l'economia agricola come fienagione, pascolo e alpeggio; i paesi che più sfruttavano queste zone erano Ranzo, Margone, Fraveggio con Santa Massenza, Lon, Ciago, Covelo e Terlago.

## Ambiente
Sono presenti numerosi habitat naturali: ciò è dovuto alla posizione transitoria tra clima alpino e sub-mediterraneo. Si possono dunque trovare boschi di latifoglie (querce, faggi, carpini), prati alpini e praterie di alta quota.

## Escursionismo
La dorsale del monte Gazza offre viste panoramiche uniche, come ad esempio la vista dei quattro laghi sottostanti (Toblino, Cavedine, Molveno e Garda) nel percorso che prende avvio nei boschi sopra l'abitato di Margone.
Altri itinerari partono dall'abitato di Ranzo e si sviluppano in diverse tappe, passando per esempio da malga Gaggia, malga Covelo, malga Terlaga, passo Sant'Antonio e laghi di Lamar.